# Liste des US Routes au Nevada
Les US Routes au Nevada font partie du réseau des US Routes. Celles-ci sont entretenues par le Nevada Department of Transportation (NDOT). 

## Liste
| Numéro | Longueur (mi) | Longueur (km) | Terminus sud / ouest                                    | Terminus nord / est                                         | Créée | Notes |
| ------ | ------------- | ------------- | ------------------------------------------------------- | ----------------------------------------------------------- | ----- | ----- |
| US 6   | 305,65        | 491,89        | US 6 à la frontière de la Californie près de Benton, CA | US 6 / US 50 à la frontière de l'Utah près de Baker         | 1937  |       |
| US 50  | 408,82        | 657,93        | US 50 à la frontière de la Californie à Stateline       | US 6 / US 50 à la frontière de l'Utah près de Baker         | 1926  |       |
| US 93  | 527,00        | 848,00        | US 93 à la frontière de l'Arizona au Barrage Hoover     | US 93 à la frontière de l'Idaho à Jackpot                   | 1926  |       |
| US 95  | 646,71        | 1 040,78      | US 95 à la frontière de la Californie près de Laughlin  | US 95 à la frontière de l'Oregon à McDermitt                | 1940  |       |
| US 395 | 85,19         | 137,10        | US 395 à la frontière de la Californie à Topaz Lake     | US 395 à la frontière de la Californie près de Cold Springs | 1935  |       |
|        |               |               |                                                         |                                                             |       |       |